# Simon Després
Simon Després, född 27 juli 1991, är en kanadensisk professionell ishockeyspelare som spelar för IK Oskarshamn i SHL.
Han har tidigare spelat på NHL-nivå för Anaheim Ducks och Pittsburgh Penguins och på lägre nivåer för HC Slovan Bratislava i KHL, San Diego Gulls och Wilkes-Barre/Scranton Penguins i AHL samt Saint John Sea Dogs i QMJHL.
Després draftades i första rundan i 2009 års draft av Pittsburgh Penguins som 30:e spelare totalt.
Simon Despres flyttade under säsongen 2014/2015 ifrån Pittsburgh Penguins till Anaheim Ducks och växte fram som en av NHL:s absolut bästa defensiva backar med en spännande framtid för sig .
Men ständigt återkommande problem med hjärnskakning gjorde att Simon Despres inte kom tillbaka till NHL utan valde att lämna ligan 2016 för spel i först Slovan Bratislava och sedan Köln.
Simon Despres skrev under i Juli 2019 på för SHL nykomlingen IK-Oskarshamn där han förväntas ta en ledande och viktig roll.